# Coiffaitarctia parvimacula
Coiffaitarctia parvimacula är en fjärilsart som beskrevs av Rothschild 1922. Coiffaitarctia parvimacula ingår i släktet Coiffaitarctia och familjen björnspinnare. Inga underarter finns listade i Catalogue of Life.